# Пояс Афродиты
Пояс Венеры, пояс Афродиты (др.-греч. κεστὸς ἱμάς, лат. Cingulum Veneri, cestus) — в античной мифологии могущественный атрибут богини любви и красоты. В честь него получило название метеорологическое явление Пояс Венеры.
Этот пояс обладал силой наделять того, кто его наденет, необычайной сексуальной привлекательностью.
Встречаются указания, но редкие, что его сделал Гефест.

## В античной литературе
В «Илиаде» Гомер описывает, как царица богов Гера занимает его у Афродиты, чтобы очаровать Зевса и отвлечь его от покровительства троянцам. Эта любовная сцена обольщения Зевса с помощью пояса Афродиты для помощи ахейцам в троянской войне — среди благоухающих цветов и трав на вершине горы является явным аналогом крито-микенского священного брака Геры и Зевса, который торжественно справлялся в различных городах Греции, напоминая о величии матриархального женского божества. Брак праздновался и на Крите в Кноссе. Этот брак рассматривался как связь неба с землёй, оплодотворяемой благодатным весенним дождём, напоминая о величии матриархального женского божества.
                ...на персях иглой испещрённый

Пояс узорчатый: все обаяния в нём заключались;

В нём и любовь, и желания, шёпот любви, изъясненья,

Льстивые речи, не раз уловлявшие ум и разумных.
Его упоминает Апулей в «Золотом осле»: «… если бы у самых прекраснейших женщин снять с головы волосы и лицо лишить природной прелести, то пусть будет с неба сошедшая, морем рождённая, волнами воспитанная, пусть, говорю, будет самой Венерой, хором, грацией сопровождаемой, толпой купидонов сопутствуемой, поясом своим опоясанной, киннамоном благоухающей, бальзам источающей, — если плешива будет, даже Вулкану своему понравиться не сможет».

### Новое время
Упоминается у Эдмунда Спенсера в «Королеве фей» (3,7). В средневековой поэме «Освобождённый Иерусалим» Торквато Тассо аналогичный волшебный пояс носила Армида.
Винкельман анализирует способ его изображения.

## В культе
Женщины, вступая в брак, дарили Афродите вытканные пояса.